# Campanologie

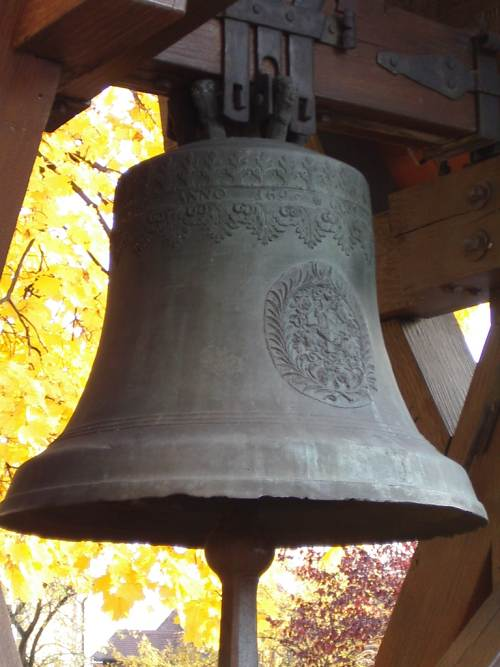

Campanologie (v. h. Nieuw-Latijn : campana = klok) is de leer en kennis van beiaard- en luidklokken.
Een campanoloog is een klokkendeskundige.
De campanologie omhelst zowel de wetenschappelijke studie van de fysische eigenschappen van klokken en beiaarden als de studie van historische, sociale en artistieke aspecten van klokken en beiaarden.
Deze term wordt uitsluitend gebruikt in verband met grote klokken of beiaarden, maar niet voor klokjes of een verzameling van metalen staven zoals het klokkenspel, buisklokken of de Indonesische gamelan.
In Europa wordt het vak 'Campanologie' enkel onderwezen aan de gespecialiseerde beiaardscholen en opleidingen voor kerkmuziek. Voorbeelden zijn de Koninklijke Beiaardschool te Mechelen of de Nederlandse Beiaardschool te Amersfoort. In de Verenigde Staten wordt het vak ook gedoceerd aan enkele universiteiten.
In Nederland is Gideon Bodden als enige werkzaam als campanoloog en daarnaast ook beiaardier. Hij ontwerpt klokken als vervanging voor te restaureren beiaarden en voor nieuw te maken toreninstrumenten ontwerpt hij de inrichting en de vorm van de nieuwe klokken. De beroemde 17e-eeuwse klokkengieters gebr. Hemony werden ondersteund door jonkheer Jacob van Eyck als campanoloog bij hun eerste beiaard in Zutphen op de Wijnhuistoren in 1642. Later was André Lehr tijdens zijn leven lang werkzaam bij Klokkengieterij Eijsbouts te Asten een vooraanstaand campanoloog.